# Sun Yingsha
Sun Yingsha (Shijiazhuang, 4 de noviembre de 2000) es una jugadora profesional de tenis de mesa china, campeona del Abierto de Alemania de 2019 y actual número 1 del mundo. También ganó el oro en dobles mixto en el mismo torneo junto a su compatriota Xu Xin.
Participó en dos Juegos Olímpicos de Verano, obteniendo tres medallas, oro y plata en Tokio 2020 y oro en París 2024, en el torneo de dobles mixto.
En el Campeonato Mundial de Tenis de Mesa de 2019 ganó la medalla de oro en dobles junto a su compañera Wang Manyu.

## Palmarés internacional
| Juegos Olímpicos   | Juegos Olímpicos | Juegos Olímpicos | Juegos Olímpicos |
| Año                | Lugar            | Medalla          | Prueba           |
| ------------------ | ---------------- | ---------------- | ---------------- |
| 2020               | Tokio            | Medalla de oro   | Equipo           |
| 2020               | Tokio            | Medalla de plata | Individual       |
| 2024               | París (Francia)  | Medalla de oro   | Dobles mixto     |
| Campeonato Mundial |                  |                  |                  |
| Año                | Lugar            | Medalla          | Prueba           |
| 2019               | Budapest         | Medalla de oro   | Dobles           |
| 2021               | Houston          | Medalla de oro   | Dobles mixto     |
| 2021               | Houston          | Medalla de oro   | Dobles           |
| 2021               | Houston          | Medalla de plata | Individual       |
| 2022               | Chengdu          | Medalla de oro   | Equipo           |